# اینگو فوگه
اینگو فوگه (آلمانی: Ingo Voge؛ زادهٔ ۱۴ فوریهٔ ۱۹۵۸) ورزشکار بابسلد اهل آلمان است.